# Mastigoteuthis dentata
Mastigoteuthis dentata är en bläckfiskart som beskrevs av William Evans Hoyle 1904. Mastigoteuthis dentata ingår i släktet Mastigoteuthis och familjen Mastigoteuthidae. Inga underarter finns listade i Catalogue of Life.

## Bildgalleri

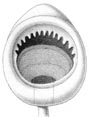
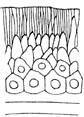